# Nuevo Espacio
Nuevo Espacio ist eine Partei in Uruguay.
Die linksliberale politische Gruppierung wurde am 6. August 1994 gegründet. Im Dezember 2002 ging sie eine Allianz mit der EP-FA ein, was entscheidend zum gemeinsamen Wahlsieg 2004 beitrug. Sie ist derzeit Teil dieses regierenden Frente Amplio-Parteienbündnisses. Den Vorsitz der sozialdemokratisch ausgerichteten Partei, die seit ihrer Gründung Mitglied der Sozialistischen Internationale ist, hat Rafael Michelini inne, der zugleich, unter anderem gemeinsam mit Roque Ramos, deren Gründer war.